# 排子路
排子路，原寫為排仔路，是臺灣嘉義縣大林鎮的一個傳統地域名稱，位於該鎮西北端。相較於今日行政區，其範圍大致包括西結里、排路里不含東北部凸出部分及南部東側凸出部分、明華里北部中央凸出部分的北大半段、明和里國道1號交流道附近地區（下三股支線以南及明華里前述凸出部分東側邊界延伸線以西部分）。

## 歷史
台灣日治初期，排子路地區為一（舊制）街庄，稱為「排仔路庄」，隸屬於打貓北堡。該庄西及北隔到孔山溪（今華興溪）與游厝庄、大埤頭庄、盧竹巷庄為界，東與甘蔗崙庄為鄰，南邊東段為下埤頭庄，南邊西段隔三疊溪與頂坪庄為界。
1901年（日治明治三十四年）11月，全台設置二十廳，該庄隸屬於嘉義廳。1903年（明治三十六年）6月，該庄編入「大莆林區」，隸屬於嘉義廳。1909年（明治四十二年）10月，合併二十廳為十二廳，大莆林區仍隸屬於嘉義廳。1920年（大正九年），廢十二廳改設五州二廳，該庄改制並雅化為「排子路」大字，隸屬於臺南州嘉義郡大林庄（新制街庄）。1943年10月1日，大林庄升格為大林街。
戰後大林街改制為大林鎮，隸屬於臺南縣，大字亦改制為里。1950年雲、嘉、南分治，大林鎮改隸屬於嘉義縣。

## 聚落
本地區發展較早的聚落有水汴頭、排仔路、瓦磘、陳井藔、水尾藔、菜園等，在日治期初期的官方地圖上已有記載。

## 交通
國道1號又稱「中山高速公路」，是貫穿台灣西部的兩條縱向高速公路之一，經過本地區東南部，並在境內接近邊界的縣道162號交會處設有大林交流道。由此可快速前往國道1號沿線各地。
縣道162號是溪口至梅山的道路，經過本地區排子路、水汴頭兩個聚落。由該道路西行可前往溪口鄉，並止於縣道157號轉角路口；東行可前往大林鎮大林市區、梅山鄉梅山市區西北郊，並止於省道台3線路口。
鄉道嘉98線是水汴頭至大埔美的道路。

## 學校
- 排路國小